# PURB
PURB‏ (Purine rich element binding protein B) هوَ بروتين يُشَفر بواسطة جين PURB في الإنسان.